# 樂山林道
樂山林道（英文譯名：Leshan Forest Trail），位於台灣苗栗縣泰安鄉與新竹縣五峰鄉交界，是國防部樂山空軍基地至泰安鄉觀霧地區唯一的聯外道路，全程13公里，起點位於觀霧派出所前，終點為樂山。
由於終點處樂山與週邊區域為樂山空軍基地的軍事管制區，目前樂山林道全線只開放至里程標9公里處。

## 沿線景觀
樂山林道沿途林相以台灣赤楊、台灣鐵杉、台灣二葉松為主，秋冬時在一片綠色山頭中偶可見鮮紅的台灣紅榨槭，路旁常見的草本植物則以台灣澤蘭、油菊、五節芒、玉山假沙梨較具代表性。
林道沿途有數個視野遼闊的景觀點，在里程標6公里處設有觀景平台、觀景涼亭、步道等遊憩設施，景觀平台視野良好，由此可遠望大、小霸尖山及聖稜線群峰、雲海等景致，另外此處步道設施為觀霧國家森林遊樂區區內檜山巨木步道出口。

## 沿線路況
由於過去樂山基地施工期間（2007－2013年），全天樂山林道上工程車、砂石車往來頻繁，因此路面多有毀損。